# ポローニア (エルガー)
『ポローニア』（Polonia）作品76は、エドワード・エルガーが1915年に作曲した管弦楽曲。「交響的前奏曲」（symphonic prelude）と銘打っている。

## 概要
1915年4月13日、ポーランドの指揮者であるエミル・ムイナルスキはエルガーに対し、新作の『カリヨン』作品75がベルギーを賛美する楽曲だったことを念頭に、今度はポーランドの音楽を用いて作品を書いて欲しいと依頼した。
こうして作曲された作品は大部分がエルガーの自作となっているが、『ワルシャワ労働歌』やその他ポーランドの愛国歌、ポーランド国歌、ポーランド出身の作曲家であるショパンやパデレフスキの楽曲の主題を引用している。
曲は1915年7月6日、ロンドンのクイーンズ・ホールにおいて行われたポーランドの犠牲者慰安基金の演奏会において、作曲者自身の指揮で初演された。この慰安基金はパデレフスキと小説家のヘンリク・シェンキェヴィチによって組織され、ロシアとドイツの苛烈な争いを逃れて祖国から避難したポーランド人を、世界中で援助する活動を行っていた。プログラムは紅白のリボンで結わえられるとともに、パデレフスキからのメッセージが付されて精巧に作りこまれていた。エルガーは新作の指揮だけを行い、他の楽曲はトーマス・ビーチャムが指揮して演奏された。
曲は既に優れたピアニスト、作曲家として知られていたパデレフスキへと献呈された。パデレフスキ自身も1908年に作曲した交響曲 ロ短調に「ポローニア」という副題を付けている。
1915年8月29日、エルガーはパデレフスキに宛てて、彼の『ポーランド幻想曲』からの引用について出版許可を求める書簡をしたためている。
| My dear Friend, I hope you are well & that your great work is progressing as you wish: you have our deepest sympathy & the greatest hopes for the future. For the Polish Concert in July I composed an orchestra piece 'Polonia' as a small personal tribute to you; founded upon some Polish themes the work had success: in the middle section I have brought in remote & I trust with poetic effect a theme of Chopin & with it a theme of your own from the Polish Fantasia linking the two greatest names in Polish music – Chopin & Paderewski. I hope that you will one day hear the piece &, it may be, approve. My publisher asks me to bring the passage to your notice [Here Elgar wrote out the opening two bars of Paderewski's theme] ...etc. about 16 bars & to ask you if you will give permission for the theme to be quoted when the score is printed: we are very anxious to know that you will not object to this & shall be glad of a reply as early as you can conveniently find. We are in great hopes that you will return to England soon & be assured that the warmest welcome is for you. With love and reverence, Your friend, Edward Elgar P.S. I wished to quote a theme from you and the one chosen was suggested by our friend Mrs. C. Stuart Wortley – whose choice can never be wrong. | 親愛なる我が友へ、 お元気にお過ごしで、お仕事も順調なことと思います。心からのお悔みを申し上げるとともに、よき未来が訪れることを何よりも強く願っております。 7月のポーランド・コンサートへと向けて、貴殿へ捧げるほんの気持ち程度の管弦楽曲『ポローニア』を作曲しました。これまで成功しているいくつかのポーランド作品の主題に依っています。中間部において私が引用しましたのは、詩的な効果を挙げると考えたショパンの主題と貴殿の作品『ポーランド幻想曲』、ポーランド音楽の2人の大物 - ショパンとパデレフスキ - を結びつける楽曲、の主題です。拙作がいつか貴殿のお耳に届きますこと、そしてこれがお気に召しますこと、そうなることと思っておりますが、を願っております。 パッセージを貴殿にご覧いただき（ここでエルガーはパデレフスキの主題から開始2小節を書き出している。）...などの約16小節です 楽譜の出版に際してこの主題の引用をご許可頂けるか問い合わせるよう、出版社より依頼を受けております。この申し出をどうかご快諾くださいますよう、またご覧下さいましたらなるべくお早目にご返信いただきますよう、よろしくお願い申し上げます。 貴殿が近いうちにまたイングランドにお越しくださいますこと、そして心づくしの歓待にご満足いただけますことを心より願っております。 愛と尊敬をこめて、貴方の友、エドワード・エルガー 追伸 私は貴殿の主題を引用したいと考えておりまして、我らの友人C・ステュアート・ウォートリー婦人 - この方の選択が誤りであることはありません - の薦めに従って選択いたしました。 |

パデレフスキはこの作品に心からの賛辞を惜しまなかった。彼は10月、2度目に曲を聴いた後にエルガーへと次のように書き送っている。
貴殿の高貴な作品、私の愛する『ポローニア』を異なる機会に2度聴くことが出来ました。貴殿の親愛の情の慈悲深さに深く感動し、作品の精巧な美しさに強く心を動かされました。嘘偽りのない、愛を込めた感謝をもって貴殿に一筆したためる次第です。

## 楽曲構成
エルガーはポーランドの愛国歌、国歌、ショパンとパデレフスキの楽曲の主題を引用し、それらをポーランド人を讃えるモチーフと言われる自作の主題と組み合わせている。
エルガーが用いた最初の主題は、華麗な序奏部が終わるとファゴットによって奏でられる『ワルシャワ労働歌』である。この曲の歌詞には「Śmiało podnieśmy sztandar nasz w górę （訳例：勇敢に我らの旗を揚げよ）」という一節がある。すぐさまエルガー自作のノビルメンテの主題が続き、大きく歌われると収まって2つ目のポーランドの主題へと移行する。これは厳かな『Chorał』もしくは『Z dymem pożarów』であり、最初はチェロによって（コーラングレとハープを伴う）、その後ヴァイオリンの対旋律を伴った木管楽器によって歌われ、さらにトゥッティで奏される。『ワルシャワ労働歌』が展開されるとエルガーの自作主題が回帰し、続いてトライアングルが鳴り響く中、パデレフスキの「ピアノと管弦楽のための『ポーランド幻想曲』」作品19が出される。パデレフスキの主題が聞こえる中、ショパンの「夜想曲第11番ト短調 作品37-1」がヴァイオリンの独奏で引用され、そこへ『ワルシャワ労働歌』が静かに割って入る。さらに展開が行われて『Chorał』が再現されると曲の最後かと思われるが、そうはならない。『Chorał』が静まるとポーランド国歌『ポーランドは未だ滅びず』が現れ、この旋律に導かれて曲は壮麗な管弦楽法に彩られた結末へと向かう。最後の数小節ではオーケストラにオルガンも加わる。

## 編成
フルート2（第二奏者はピッコロ持ち替え）、オーボエ2、イングリッシュホルン、クラリネット2、バスクラリネット、ファゴット2、コントラファゴット、ホルン4、トランペット3、トロンボーン3、チューバ、打楽器（6人）、ハープ2、オルガン、弦五部。